# Casting (Auswahlverfahren)

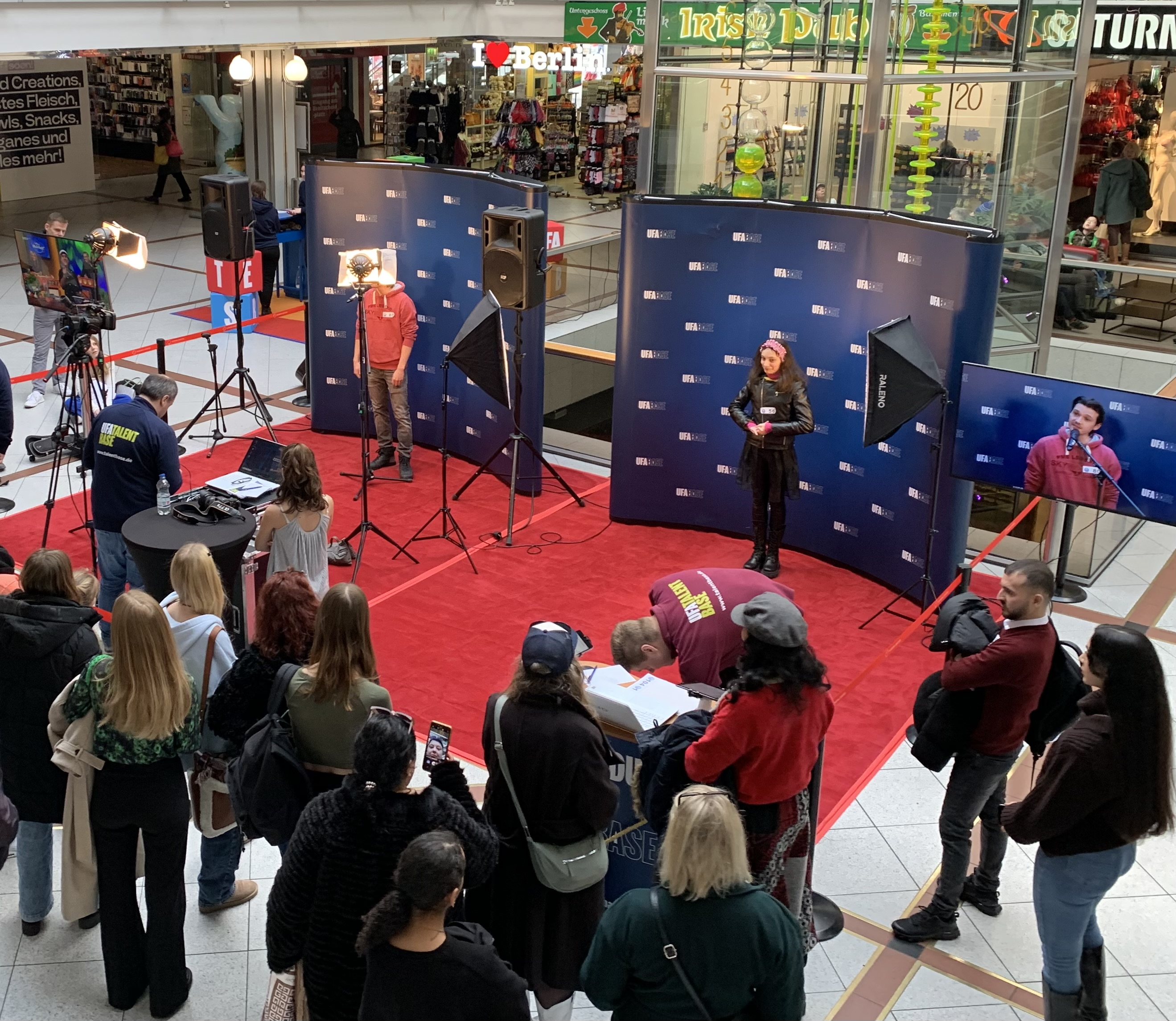
Casting für die UFA in Berlin

Als Casting (aus dem Englischen to cast: [eine Glocke] gießen, einen Abdruck erstellen) wird der Prozess der Auswahl von Schauspielern, Tänzern, Sängern, Fotomodellen und anderen menschlichen Künstlern, sowie von Tierdarstellern in der Phase der Vorproduktion von Inszenierungen (Theater, Oper, Zirkus, Konzerte), Filmaufnahmen (Kinofilm, Fernsehfilm, Werbefilm, Musikvideo), Sprachaufnahmen (Hörspiel, Station-Voice) und Fotoaufnahmen (Katalog, Zeitschriften, Poster) bezeichnet. Der Begriff wird inzwischen aber auch im Zusammenhang mit der Auswahl von Musikern für Pop-Bands etwa im Rahmen von Talentwettbewerben und Talentshows verwendet. Das Vorsprechen, Singen und Tanzen im Rahmen des Castings wird auch Audition genannt, bei Sängern speziell Vorsingen.

## Casting bei Film und Fernsehen
Im Bereich der Film- und Fernsehproduktion wird eine Vorauswahl der späteren Besetzung mit Darstellern oder aber anderen Mitwirkenden vor der Kamera (zum Beispiel TV-Moderatoren, Synchronsprecher) von Casting Directors getroffen, die ihre Vorschläge dann den jeweiligen Regisseuren und Produzenten unterbreiten. In der Regel erhält der Casting Director auch im Vorfeld bereits Ideen zu Regie, Produktion und Redaktion bzw. Regie, Produktion und Verleih (beim Film).
Ein Caster in der Werbung hat demgegenüber eine größere Freiheit, Vorschläge zu unterbreiten.
Im Film werden alle Akteure als „Besetzung“ (cast) bezeichnet. Casting ist mithin nichts anderes als die Besetzung der Rollen, die in einem Drehbuch vorgesehen sind. Eine Reihe der Rollen wird namentlich im Vor- oder Nachspann genannt, die Statisten bleiben hingegen meist ungenannt, gehören aber auch zur Besetzung.
Endgültig wird über die Besetzung nach dem Vorsprechen der im Laufe des Castings in die engere Auswahl gekommenen Darsteller entschieden. Die Vermittlung von Darstellern für das Casting erfolgt dabei zumeist über Casting-Agenturen.
Die Gesamtheit der endgültigen Schauspieler-Besetzung eines Projekts wird im deutschen Sprachraum als „Ensemble“ (Theater) oder „Rollenbesetzung“ (Film/Fernsehen) bezeichnet, wobei irrelevant ist, ob der Schauspieler durch ein Casting oder auf sonstigem Wege zur Besetzung gestoßen ist.
In den Jahren nach dem Weinstein-Skandal und der dadurch ausgelösten MeToo-Kampagne wurden Erfahrungsberichte publik, nach denen einzelne Schauspielschulabsolventinnen bei Vorsprechen sexuelle Belästigung bzw. sexuellen Missbrauch erfuhren.
2024 gab die Academy of Motion Picture Arts and Sciences die Einführung einer Kategorie für Casting-Direktoren ab der Oscar-Verleihung 2026 bekannt.

## Model-Casting
Bei einem Model-Casting in einer Modelagentur werden die Maßangaben und die Eignung des Models gegenüber dem Auftraggeberstamm der Modelagentur überprüft. Ferner werden in der Regel zumindest Digitals erstellt, die das Model am Tag des Castings zeigen. Diese Bilder werden demnach meist in Blue-Jeans, halbhohen schlichten Pumps und applikationsfreien Oberteilen erstellt. Das Model erscheint, soweit nicht anders gebrieft (instruiert), dezent geschminkt.
Bei der Suche nach geeigneten Models für Werbe- oder Modeaufnahmen übernehmen Modelagenturen die Funktion der Vermittlung zwischen Auftraggeber und Fotomodell. Das Erscheinen des Models nach Terminvereinbarung über die Modelagentur beim potentiellen Modelkunden nennt man Go See. Das Go See ist ein Termin, bei dem sich das Model persönlich beim Auftraggeber vorstellt und seine Referenzen wie die Sedcard und sein Modelbuch (engl. modelbook oder lookbook) mitbringt, welches eine Auswahl von Fotoaufnahmen des Models aus vorangegangenen Veröffentlichungen und Produktionen enthält.

## Tiercasting
Analog zur Besetzung menschlicher Rollen, werden Tierdarsteller in speziellen Tiercastings einer Probe unterzogen und absolvieren gegebenenfalls Probeaufnahmen, bevor tierische Hauptrollen besetzt werden. Die Vorauswahl erfolgt in der Regel mit Hilfe von auf Tierdarsteller spezialisierte Casting-Agenturen, deren nach Spezies unterteilte Verzeichnisse auch online verfügbar sind. Das Angebot reicht von Hunden, Katzen und Pferden über Vögel und Reptilien bis hin zu Fischen und Wildtieren.